# 魁猛
魁 猛（さきがけ たけし、1986年4月5日 - ）は、モンゴル国ウランバートル市出身で、芝田山部屋（入門時は放駒部屋）に所属した元大相撲力士。本名はヤガーンバートル・バトトゥシグ（モンゴル語キリル文字表記：Ягаанбаатарын Баттүшиг）。身長179cm、体重159kg、血液型はA型。得意手は両差し、寄り、投げ。最高位は東十両10枚目（2014年9月場所）。好物は部屋のカレー。尊敬する力士は若の里と稀勢の里。

## 経歴・人物
実家は道路建設会社を経営しており、その男ばかり4人兄弟の末っ子として誕生。来日前はモンゴルでサッカーとバスケットボールに勤しんでおり、入門前に相撲経験はなかった。そんなバトトゥシグ少年は将来の進路として医者を志望していたが、自身の父親と旭鷲山に共通の知人がおり、その人に旭鷲山主催のオーディションを受けるよう薦められたことから参加してみたところ、放駒親方（元大関・魁傑）の目に留まり、放駒部屋入門が決まった。その後は通っていた高校を2年次で中退（来日後に卒業したという）して来日し、2003年5月場所で初土俵。初土俵時の四股名は「若虎」。
初土俵から2年後の2005年5月場所に三段目に昇進して以降、三段目に定着したものの、幕下には上がれず、苦労が続いていた。2008年1月場所から四股名を「魁」に改名。同年11月場所に6勝をあげると、東三段目3枚目で迎えた2009年1月場所は、序盤3連敗であったが、その後は4連勝として勝ち越しを決め、翌3月場所、入門から6年かかってようやく幕下に昇進した。しかし幕下初昇格以降は幕下になかなか定着できず、三段目との往復が続いていた。三段目に下がっていた2010年9月場所で6勝をあげて翌11月場所に幕下に5度目の昇進をして以降は幕下に定着。
途中、伸び悩みに苦しみ引退を決意して母国の家族に漏らしたものの、兄が「もう1年やってみろ。」と励まされ、後述通り結果として関取昇進を掴んだ。
2012年5月場所では、関取昇進の可能性があるといわれる幕下15枚目以内の番付に初昇格し、関取昇進への期待が高まった。その後、師匠の停年（定年）退職とそれに伴う放駒部屋閉鎖を場所後に控えた2013年1月場所は東幕下32枚目の番付まで下がっていたが、6勝1敗の好成績とし、放駒部屋力士としての有終の美を飾った。この場所後、芝田山部屋に移籍した。
芝田山部屋移籍後は、以前より恵まれた稽古相手によって一層鍛えられてか同年9月場所は西幕下筆頭まで番付を上げ、7番相撲に勝ち越しと関取昇進を懸けたが惜しくも3勝4敗の負け越し。西幕下4枚目で迎えた翌11月場所も勝ち越せば関取昇進の可能性がある中で4勝3敗の成績を残し、場所後やや運の良い形で新十両を果たす。初土俵から所要63場所の新十両は外国出身者で3番目のスロー記録である。2014年1月場所3日目の新十両インタビューでは三段目時代に先代放駒から「魁傑襲名はどうだ?」と打診されて「責任が重すぎる」として固辞したエピソードを語り、2014年の抱負を「自分ができる分だけやっていきたい」と話した。しかしこの場所は場所前にインフルエンザを発症して5日間に渡って39度の高熱に悩まされたことが原因となって13日目に負け越しを決定させ、千秋楽に負けて6勝9敗となったことで1場所で関取の地位を離れることとなったが、西幕下筆頭で迎えた翌3月場所で4勝3敗の成績を残し、5月場所では十両に返り咲いた。しかしこの場所も6勝9敗の成績に留まり再び幕下に陥落。それでも東幕下筆頭で迎えた7月場所では6勝1敗の好成績を残し、9月場所で再び十両となった。しかしここから3場所連続で負け越し、2015年3月場所で三度幕下に陥落した。西幕下4枚目で迎えたこの場所は4勝3敗を勝ち越したものの、十両からの陥落者が少なかった上に幕下上位での勝ち越し力士が多く、翌5月場所は僅か半枚上昇の東幕下4枚目の地位に留まった。この場所も4勝3敗と勝ち越したがまたも番付運に恵まれず、7月場所は1枚上昇の東幕下3枚目に留まる。この場所は3勝4敗の成績でおよそ2年ぶりに幕下の地位での負け越しを喫した。結局この年は関取復帰を果たすことはできなかった。2016年は年間を通して十両昇進の可能性のある地位を維持し、7月場所では西幕下筆頭まで番付を伸ばすもこの年も関取復帰は叶わなかった。2017年1月場所からは一門の稀勢の里の付け人を務めていた。
2017年以降は成績が下降し、主に幕下中位～下位での土俵が続いていたが、東幕下3枚目まで番付を戻した2019年11月場所で4勝3敗の成績を残し、2020年1月場所での30場所ぶりの関取復帰を決めた。しかし2020年1月場所は西十両14枚目で6勝9敗と負け越し、一場所で幕下陥落となった。
2021年1月場所では西幕下19枚目の地位で6勝1敗の好成績を残し、9人による優勝決定戦に進出した。そこで計4勝を挙げ、自身初となる各段優勝を成し遂げた。優勝決定戦の感想を「楽しんで相撲を取れた。長年相撲を取っているので緊張はなかった」と述べ「力を振り絞ってやっていく。関取に戻りたい」と再十両を目標にした。しかし8枚目で迎えた3月場所から2場所連続で負け越し、7月場所こそ3場所ぶりに勝ち越したものの、9月場所からは3場所連続の負け越しで2022年3月場所では三段目に降格、同場所も2勝5敗に終わり、場所後の3月30日に引退が発表された。
4月17日に断髪式を行い、今後は貿易関係の仕事に従事する予定である。

## 取り口
- 丸っこい身体をしており、少々スピードに欠けるため土俵際で回りこまれ、逆転されることもあるが、その反面、身体を沈めて両差しの体勢を作ることが得意。また、相手を出し投げで崩して寄る、足技をかける、更には足を取るといったモンゴル出身力士らしい、器用さも見せる。関取昇進を果たした際の報道では先代放駒「前に出ろ」という教えが功を奏したと伝えられている[6]。
- 再十両昇進を果たした2020年1月場所でも体格を活かした両差しの相撲は健在[14]。

## 四股名について
- 四股名は「魁猛（さきがけ・たけし）」と、四股名と名前が一文字ずつとなっている。一文字の四股名の関取も珍しいが、下の名も一文字の関取というのは更に珍しく、昭和40年1月新十両の「轟亘（とどろき・わたる、後の幕内牧本英輔）」以来、昭和以降二人目である。2021年1月場所の幕下優勝決定戦の決勝戦では同じく四股名・下の名とも一文字の芝匠（しば・たくみ）(現在は紫雷)と対戦している（但し、芝は本名である）。
- 2020年初場所で返り十両を果たしたが、関取には勢翔太、輝大士、彩尊光がおり、一文字関取が四人在位するのは史上初。

## 主な成績
- 通算成績：417勝408敗（112場所）
- 十両成績：35勝55敗（6場所）

### 各段優勝
- 幕下優勝：1回（2021年1月場所）

### 場所別成績
| | 一月場所 初場所（東京） | 三月場所 春場所（大阪）  | 五月場所 夏場所（東京） | 七月場所 名古屋場所（愛知） | 九月場所 秋場所（東京） | 十一月場所 九州場所（福岡） |
| --- | ----------------------- | ------------------------ | ----------------------- | --------------------------- | ----------------------- | --------------------------- |
| 2003年 （平成15年） | x                       | x                        | （前相撲）              | 西序ノ口30枚目 4–3          | 東序二段114枚目 5–2     | 東序二段67枚目 2–5          |
| 2004年 （平成16年） | 西序二段99枚目 4–3      | 東序二段76枚目 5–2       | 西序二段32枚目 3–4      | 東序二段53枚目 3–4          | 西序二段73枚目 5–2      | 西序二段34枚目 3–4          |
| 2005年 （平成17年） | 東序二段59枚目 5–2      | 西序二段14枚目 5–2       | 西三段目81枚目 4–3      | 東三段目66枚目 2–5          | 東三段目93枚目 4–3      | 東三段目74枚目 3–4          |
| 2006年 （平成18年） | 西三段目92枚目 5–2      | 西三段目59枚目 5–2       | 東三段目30枚目 2–5      | 東三段目56枚目 4–3          | 西三段目37枚目 2–5      | 西三段目60枚目 4–3          |
| 2007年 （平成19年） | 東三段目42枚目 3–4      | 東三段目59枚目 4–3       | 東三段目42枚目 4–3      | 東三段目27枚目 2–5          | 西三段目50枚目 5–2      | 西三段目23枚目 1–6          |
| 2008年 （平成20年） | 西三段目56枚目 5–2      | 東三段目29枚目 3–4       | 西三段目42枚目 4–3      | 西三段目27枚目 3–4          | 西三段目41枚目 3–4      | 東三段目52枚目 6–1          |
| 2009年 （平成21年） | 東三段目3枚目 4–3       | 東幕下53枚目 3–4         | 東三段目5枚目 4–3       | 西幕下55枚目 3–4            | 東三段目12枚目 4–3      | 西三段目2枚目 4–3           |
| 2010年 （平成22年） | 東幕下55枚目 3–4        | 西三段目7枚目 4–3        | 西幕下57枚目 4–3        | 西幕下49枚目 2–5            | 西三段目筆頭 6–1        | 西幕下27枚目 5–2            |
| 2011年 （平成23年） | 東幕下17枚目 2–5        | 八百長問題 により中止    | 東幕下33枚目 3–4        | 東幕下34枚目 3–4            | 西幕下40枚目 4–3        | 西幕下34枚目 5–2            |
| 2012年 （平成24年） | 東幕下23枚目 4–3        | 西幕下16枚目 4–3         | 東幕下13枚目 3–4        | 東幕下16枚目 4–3            | 西幕下12枚目 2–5        | 東幕下26枚目 3–4            |
| 2013年 （平成25年） | 東幕下32枚目 6–1        | 西幕下13枚目 6–1         | 東幕下2枚目 3–4         | 東幕下6枚目 5–2             | 西幕下筆頭 3–4          | 西幕下4枚目 4–3             |
| 2014年 （平成26年） | 東十両13枚目 6–9        | 西幕下筆頭 4–3           | 東十両12枚目 6–9        | 東幕下筆頭 6–1              | 東十両10枚目 6–9        | 西十両12枚目 6–9            |
| 2015年 （平成27年） | 東十両14枚目 5–10       | 西幕下4枚目 4–3          | 東幕下4枚目 4–3         | 東幕下3枚目 3–4             | 西幕下6枚目 2–5         | 東幕下17枚目 4–3            |
| 2016年 （平成28年） | 東幕下12枚目 4–3        | 東幕下8枚目 4–3          | 西幕下5枚目 4–3         | 西幕下筆頭 3–4              | 西幕下4枚目 2–5         | 西幕下11枚目 3–4            |
| 2017年 （平成29年） | 東幕下16枚目 4–3        | 東幕下12枚目 3–4         | 東幕下17枚目 2–5        | 東幕下34枚目 2–5            | 西幕下50枚目 5–2        | 東幕下36枚目 3–4            |
| 2018年 （平成30年） | 西幕下47枚目 6–1        | 東幕下21枚目 3–4         | 西幕下32枚目 2–5        | 西幕下46枚目 3–4            | 東幕下58枚目 5–2        | 東幕下41枚目 5–2            |
| 2019年 （平成31年 /令和元年） | 東幕下27枚目 5–2        | 西幕下12枚目 3–4         | 西幕下16枚目 3–4        | 東幕下22枚目 5–2            | 東幕下14枚目 5–2        | 東幕下3枚目 4–3             |
| 2020年 （令和2年） | 西十両14枚目 6–9        | 西幕下筆頭 3–4           | 感染症拡大 により中止   | 東幕下4枚目 4–3             | 西幕下3枚目 3–4         | 西幕下7枚目 1–6             |
| 2021年 （令和3年） | 西幕下19枚目 優勝 6–1   | 西幕下8枚目 3–4          | 西幕下14枚目 1–6        | 東幕下34枚目 5–2            | 西幕下21枚目 2–5        | 東幕下34枚目 3–4            |
| 2022年 （令和4年） | 西幕下41枚目 2–5        | 東三段目6枚目 引退 2–5–0 | x                       | x                           | x                       | x                           |
| 各欄の数字は、「勝ち-負け-休場」を示す。 優勝 引退 休場 十両 幕下 三賞：敢=敢闘賞、殊=殊勲賞、技=技能賞 その他：★=金星 番付階級：幕内 - 十両 - 幕下 - 三段目 - 序二段 - 序ノ口 幕内序列：横綱 - 大関 - 関脇 - 小結 - 前頭（「#数字」は各位内の序列） |                         |                          |                         |                             |                         |                             |

## 改名歴
- 若虎 猛（わかとら たけし） 2003年5月場所 - 2007年11月場所
- 魁 猛（さきがけ たけし） 2008年1月場所 - 2022年3月場所